# A caval donato non si guarda in bocca

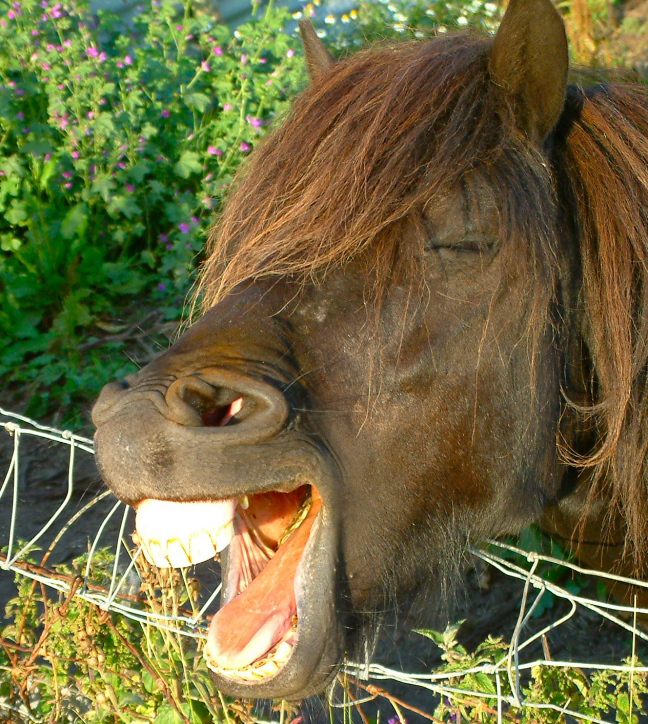
La bocca di un cavallo, spunto per l'origine del detto.

A caval donato non si guarda in bocca (in lingua latina Noli equi dentes inspicere donati), è un proverbio della tradizione linguistica italiana.
A caval donato non si guarda in bocca è un notissimo proverbio appartenente alla tradizione linguistica italiana derivante da una citazione latina di San Girolamo (Noli equi dentes inspicere donati il cui significato letterale è non si devono guardare i denti del cavallo donato).

## Significato
Il senso della frase vuole essere: tutto ciò che viene regalato è qualcosa di guadagnato e sarebbe cattiva educazione fare commenti sulla qualità del regalo.

## Origine
A San Girolamo nella sua Commentariorum In Epistolam Beati Pauli Ad Ephesios, che scrive Noli equi dentes inspicere donati è dovuta l'originale citazione. Il proverbio trae la sua ragion d'essere dalla stima dell'età di un cavallo (in passato fonte di ricchezza per chi lo possedeva) fatta sommariamente attraverso l'esame della sua dentizione. Un soggetto giovane, infatti, aveva una valutazione superiore a quella di uno vecchio.

## Versioni internazionali
- bulgaro: На харизан кон зъбите не се гледат.
- corso: À cavaddu dunatu, un fidià denti
- croato: Poklonjenom konju se ne gleda u zube
- francese: À cheval donné on ne regarde pas les dents
- greco: σου χαρίζαν γάιδαρο και τον κοίταζες στα δόντια, riferito però ai denti dell'asino (γάιδαρο).
- inglese: Don't look a gift horse in the mouth [3]
- lituano: Į dovanoto arklio dantis nežiūrima
- olandese: Een gegeven paard moet je niet in de bek kijken
- polacco: Darowanemu koniowi nie zagląda się w zęby
- rumeno: Calul de căpătat nu se caută la dinți
- russo: дареному коню в зубы не смотрят
- spagnolo: A caballo regalado no le mires el dentado/diente
- svedese: Skåda inte en given häst i munnen
- tedesco: Einem geschenkten Gaul schaut man nicht ins Maul
- ungherese: Ajándék lónak ne nézd a fogát
- ucraino: дарованому коневі зубів не лічать; дар - не купля: не гудять, а хвалять
- portoghese: Em cavalo dado não se olha os dentes.